# Référendums en Uruguay
Les référendums d'initiative populaire ou parlementaire sont possibles en Uruguay , dont la constitution organise le cadre légal de cette forme de démocratie directe.

## Référendums d'initiative populaire

### Abrogatif
La constitution de l'Uruguay permet à la population de mettre en œuvre des référendums d'origine populaire à l'encontre de lois votées par le parlement.. 
En accord avec l'article 79 de la constitution, les signatures d'au moins 5 % de l'ensemble des électeurs inscrits sur les listes électorales doivent pour cela être réunies en 180 jours dans l'année suivant la date de publication de la loi. En 2014, un total de 2 620 791 électeurs étaient inscrits sur les listes, ce qui équivaut à un seuil de 131 040 signatures. En pratique, ce nombre est cependant plus élevé pour pallier le nombre variable de signatures invalides ou en double. 
La proposition d'abrogation peut concerner la totalité de la loi, ou une partie seulement de ses articles. Il est possible d'organiser simultanément une tentative d'abrogation partielle et une totale à l'encontre de la même loi. Une fois réuni le seuil de signatures requis, la demande est soumise au Tribunal électoral, qui statue sur sa validité dans les dix jours.  Les référendums abrogatifs ne peuvent en effet être déclenchés à l'encontre de décisions concernant le budget de l'État, ainsi que des domaines relevant des prérogatives présidentielles,,. 
Un avis positif peut amener le tribunal électoral à organiser plusieurs scrutins, car la procédure de demande d'abrogation d'une loi requiert une seconde étape, au cours de laquelle un "pré référendum" est organisé un dimanche entre soixante à quatre-vingt-dix jours suivant l'avis positif. Celui ci est par ailleurs publié pendant cinq jours consécutifs au journal officiel ainsi que dans deux journaux à diffusion nationale. Sont invités à voter à bulletin secret tous les électeurs souhaitant soutenir la proposition dans des bureaux de vote ouverts dans les capitales des départements, dans les villes de plus de dix mille électeurs, ainsi que dans tout autre lieu décidé par le Tribunal électoral. Pour valider cette étape, les votes positifs de 25 % du total des inscrits sont requis. En 2014, un total de 2 620 791 électeurs étaient inscrits sur les listes, ce qui équivaut à un seuil de 655 198 signatures. En cas d'échec, une ultime tentative est faite à la date anniversaire de la promulgation de la loi. S'il s'agit d'un jour ouvré, il est déclaré férié.
L'organisation d'un pré-référendum n'est cependant pas nécessaire si les pétitionnaires parviennent à recueillir le soutien d'au moins 25 % des inscrits dès l'étape de collecte des signatures.
Si le seuil de 25 % des inscrits est atteint à l'une ou l'autre étape, le Tribunal électoral organise un référendum abrogatif dans les cent vingt jours suivants. Si une élection nationale est prévue dans les six mois, le référendum est organisé en même temps qu'elle. Le vote a lieu à bulletin secret. Il est par ailleurs obligatoire en Uruguay, sous peine d'amende. Les bulletins doivent obligatoirement comporter la proposition d'abrogation de la loi ou de ses articles, et proposer celle-ci par "Oui" ou "Non".
Le résultat du référendum est légalement contraignant, et ne nécessite pas pour être considéré valide de franchir un quorum de participation ou une majorité qualifiée, la majorité absolue suffit. Celle-ci est cependant calculée en incluant les votes blancs en tant que votes valides.

### Constitutionnel
Depuis 1934, la constitution permet également à la population de mettre en œuvre des référendums d'origine populaire afin de modifier la constitution. 
En accord avec l'article 331 de la constitution, les signatures d'au moins 10 % de l'ensemble des électeurs inscrits sur les listes électorales doivent pour cela être réunies. Soit en 2014 un seuil théorique de 262 079 signatures. Les pétitionnaires peuvent alors soumettre leur projet au parlement, qui peut éventuellement proposer un contre-projet qui sera soumis au vote en même temps que la proposition populaire. Bien que légalement contraignant, le projet doit pour être considéré valide recueillir la majorité absolue ainsi qu'un nombre de votes en sa faveur au minimum égal à 35 % du total des inscrits, ce qui revient en pratique à un quorum de participation de plus de 35 %,.

#### Mise en œuvre
Plusieurs référendums constitutionnels de ce type ont été mis en œuvre. En 2004 notamment, les Uruguayens utilisent ce dispositif pour inscrire le droit à l'eau et à l'assainissement dans la constitution, .